# Allen Johnson
Allen Johnson, född 1 mars 1971 i Washington, D.C., är en amerikansk före detta friidrottare som tävlade på 110 meter häck.

## Karriär
Johnsons genombrott kom 1995 när han vann VM-guld inomhus vid VM i Barcelona på 60 meter häck på tiden 7,47. Senare samma år vann han guld vid VM i Göteborg då han sprang 110 meter häck på 13,00. Året efter vid Olympiska sommarspelen 1996 i Atlanta vann han guld på det nya olympiska rekordtiden 12,95 och slog därmed Roger Kingdoms rekord från Olympiska sommarspelen 1988 i Seoul. Samma år noterade han även sitt personliga rekord på 12,92 en hundradel från Colin Jacksons världsrekord.  
Vid VM 1997 i Aten försvarade Johnson sitt guld när han vann på tiden 12,93. Efter segern kom några sämre år, exempelvis blev han utslagen i kvartsfinalen vid VM 1999 och vid Olympiska spelen 2000 i Sydney slutade han på fjärde plats.
2001 tangerade han Greg Fosters rekord när han vann sitt tredje VM-guld på 110 meter häck. Emellertid krävdes målfoto för att skilja honom från Anier Garcia som båda hade samma tid 13,04. Under 2003 vann Johnson först VM-guld inomhus på 60 meter vid VM i Birmingham och senare sitt fjärde VM-guld utomhus när han vann vid VM i Paris. 
Under 2004 började han vinna sitt tredje VM-guld inomhus när han vann vid VM i Budapest. Vid Olympiska sommarspelen 2004 i Aten snubblade Johnson på en häck under kvartsfinalen och avbröt tävlingen. 
Vid VM 2005 i Helsingfors lyckades han inte vinna sitt sjätte VM-guld och han slutade först trea, slagen av både Ladji Doucouré och Liu Xiang. Hans senaste mästerskap var VM inomhus 2008 där han slutade tvåa efter Xiang. I juli 2010 meddelade Johnson officiellt att han avslutar sin karriär. 

### Personligt rekord
- 60 meter häck (inomhus) - 7,36 (2004 i Budapest)
- 110 meter häck - 12,92 i Atlanta, Georgia, tangerat 1996 i Bryssel.